# Rajgir
Rajgir (hindî : राजगीर - ourdou : )راجگیر, qui signifie « résidence royale », est une ville indienne du district de Nalanda, dans l'État du Bihar en Inde.

## Géographie
Rajgir est située dans une vallée verdoyante et entourée de collines rocailleuses. La ville est reliée par le train à Calcutta et New Delhi.

## Histoire
Sous le nom sanskrit de « Rajagriha » (Rājagṛha) et pâli de « Rājagaha », elle fut la capitale du royaume de Magadha jusqu’à ce que le roi Ajatashatru la remplace par Pataliputra. Elle est souvent mentionnée dans les textes jaïns et bouddhistes.
Le Bouddha y a prêché. Divers historiens actuels, parmi diverses chronologies, proposent ces dates pour les retraites du Bouddha en saison des pluies (varsah) à Rajagriha : retraites 2 à 4 entre -527 et -525, retraites 17 en -512 et 20 en -509. Mahāvīra y aurait aussi prêché. Le Bouddha situe l’enseignement du Sūtra du Lotus en particulier au Pic des Vautours (ou Pic sacré de l'Aigle). La transmission du chan/zen aurait aussi débuté à cet endroit. Rajgir est mentionnée dans le Mahābhārata également, sous le nom de « Girivraja ». Son roi Jarasandha (en), presque invincible car les parties de son corps amputées au combat pouvaient se ressouder d’elles-mêmes, aurait lutté contre les frères Pândava et leur allié Krishna, mettant ce dernier en déroute.

## Démographie
Selon le recensement national de 2001, la population était de 33 691 habitants (hommes : 53 %, femmes : 47 %) dont 19 % de moins de 6 ans. Le taux d’alphabétisation était de 52 % (hommes : 61 %, femmes : 41 %), un peu plus bas que la moyenne nationale (59,5 %).

## Lieux et monuments
C’est un lieu de pèlerinage pour les hindous, bouddhistes et jaïns, où on trouve de nombreux sites historiques ainsi que des monastères et un stūpa construits par des bouddhistes japonais.
C’est aussi une ville d’eaux du fait de la présence, près de la grotte Saptparni (où aurait eu lieu le premier concile bouddhique), de sources sacrées pour les trois religions.

### Sites notables
Bien que la date de fondation de la ville soit inconnue, on y a retrouvé des restes de céramiques datant de 1000 av. J.-C. Selon le pèlerin chinois Xuanzang, on y distinguait la vieille cité sise dans une vallée différente de la ville actuelle et jadis entourée de murs de terre et d’une muraille cyclopéenne de pierres, et la nouvelle ville, plus grande et entourée d’un mur de terre, située non loin de la Rajgir actuelle.
- Université de Nalanda

- Gridhrakuta : le mont Gridhrakuta, à Rajagriha[4],. Sur cette colline se situait, selon le canon bouddhique, le monastère où le Bouddha résidait principalement lorsqu’il venait à Rajagriha. Selon la tradition mahāyāna, le Sūtra du Lotus y aurait été prêché et le chan/zen transmis pour la première fois. On y trouve au XXIe siècle un stūpa construit par des bouddhistes japonais.

- Grotte de Pipphali : Mahākāshyapa y aurait résidé et se serait fait construire une maison à proximité.

- Monastère de Venuvana : emplacement du bois de bambous que le roi Bimbisâra aurait donné au Bouddha et à ses moines et moniales, site du premier monastère bouddhique.

- Jivakambavana : ce monastère aurait été donné au Bouddha par le médecin Jivaka, originaire de la ville.

- Tapodarama : ancien monastère bouddhiste situé près des sources, il a été remplacé par un temple hindouiste consacré à Vishnou et Lakshmi (Lakshmi Narayan Mandir).

- Grotte de Saptaparni : lieu de résidence occasionnel du Bouddha, ce serait le site du premier concile bouddhique présidé par Mahakassapa.

- Jarasandha Ka Akhara : le roi mythique Jarasandha, ennemi de Krishna, y aurait pratiqué les arts martiaux.

- Bassin de Karnada où le Bouddha se serait baigné.

- Maniyar Math : temple du Ier siècle dédié à Mani Nag, le « serpent à la perle », divinité protectrice de la ville.

- Rannbhumi : site d’un combat entre le roi Jarasandh et Bhima mentionné dans le Mahâbhârata.

- Grotte de Swarnabhandar

- Stūpa Viswa Shanti et monastères construits par les bouddhistes japonais

- Ruines d’un fort ancien

- Murailles de l'ancienne Rajgir : à environ 40 km, ces ruines datent de 2500 ans environ.

- Traces du char de Krishna : traces laissées dans le roc par les chars et chariots qui suivaient l’ancienne route. La légende les attribue au char de Krishna. On trouve à proximité des inscriptions d'un type courant en Inde orientale et Asie centrale entre le Ier siècle et le Ve siècle qui n’ont pas encore été déchiffrées (sankhalipi ou shell inscriptions).

- Prison de Bimbisâra : ruines d'une structure circulaire flanquées de tourelles située au milieu de la vallée ; il s'agirait de la prison où le roi Bimbisara aurait été enfermé par son fils Ajatashatru. Découverte en 1914, cette identification a été proposée car elle offre une vue sur le mont des Vautours comme la prison du roi selon le canon bouddhiste.

## Galerie

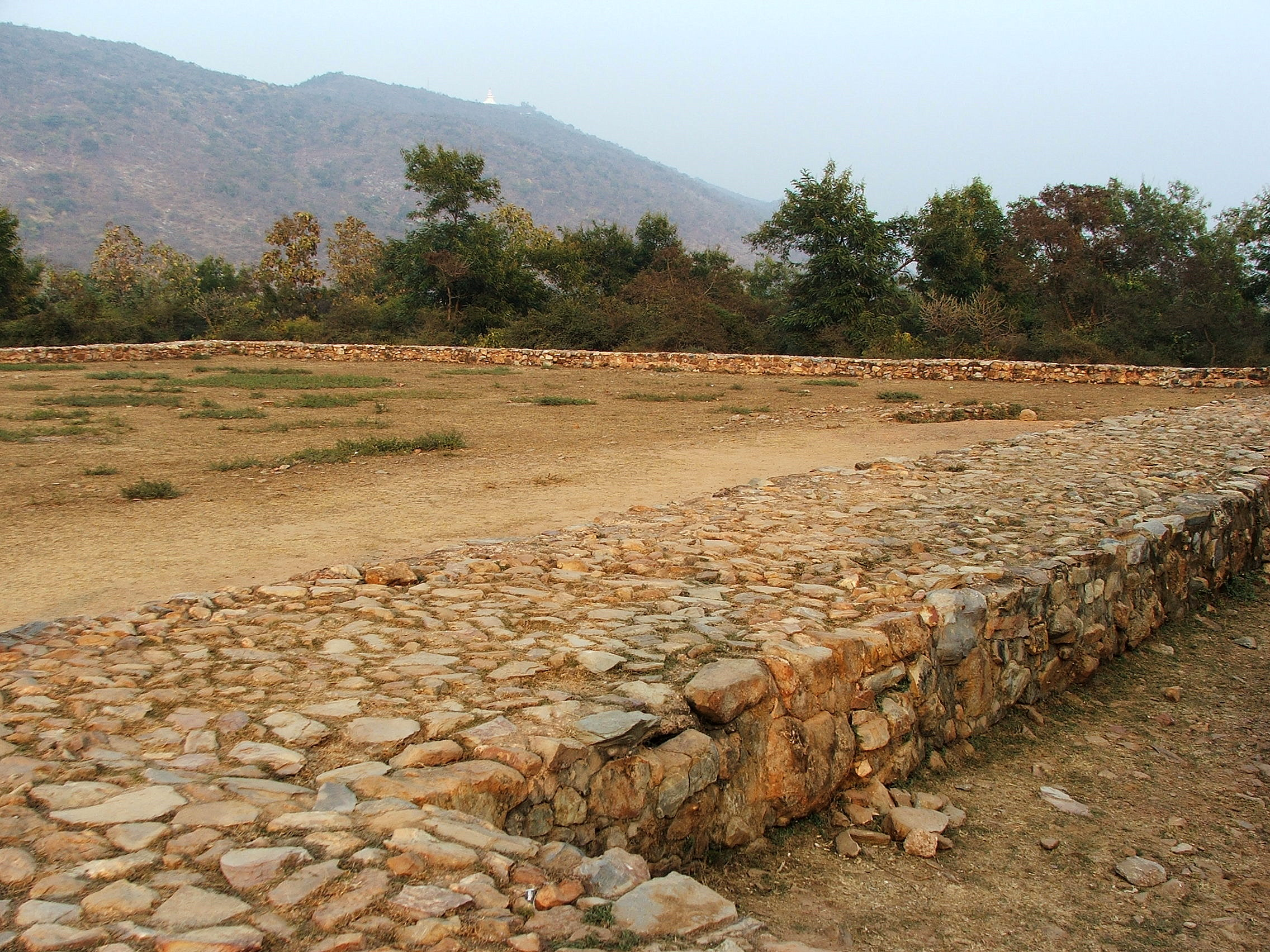
Restes d’un bâtiment où aurait été emprisonné Bimbisâra.
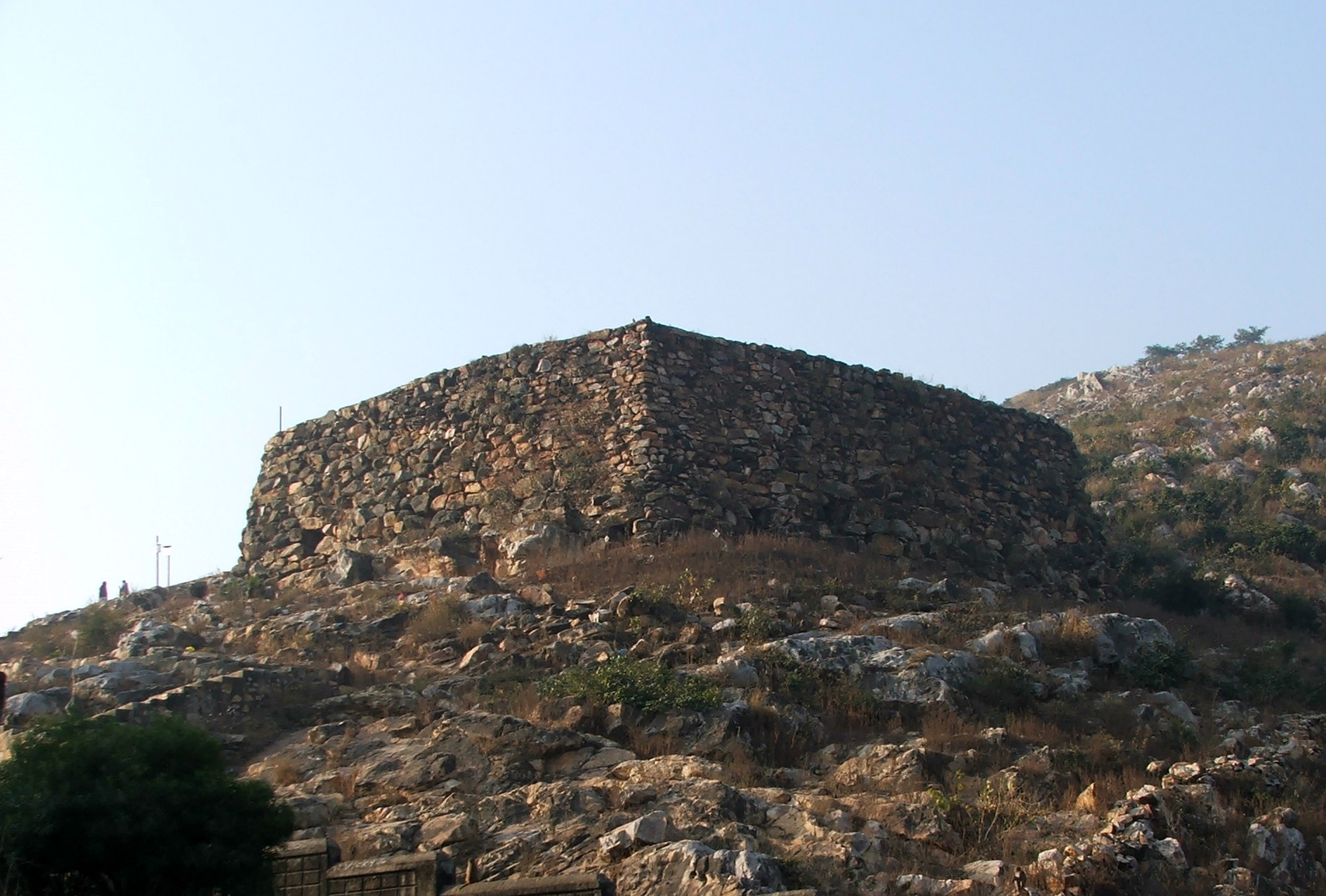
Grotte de Pipphali.
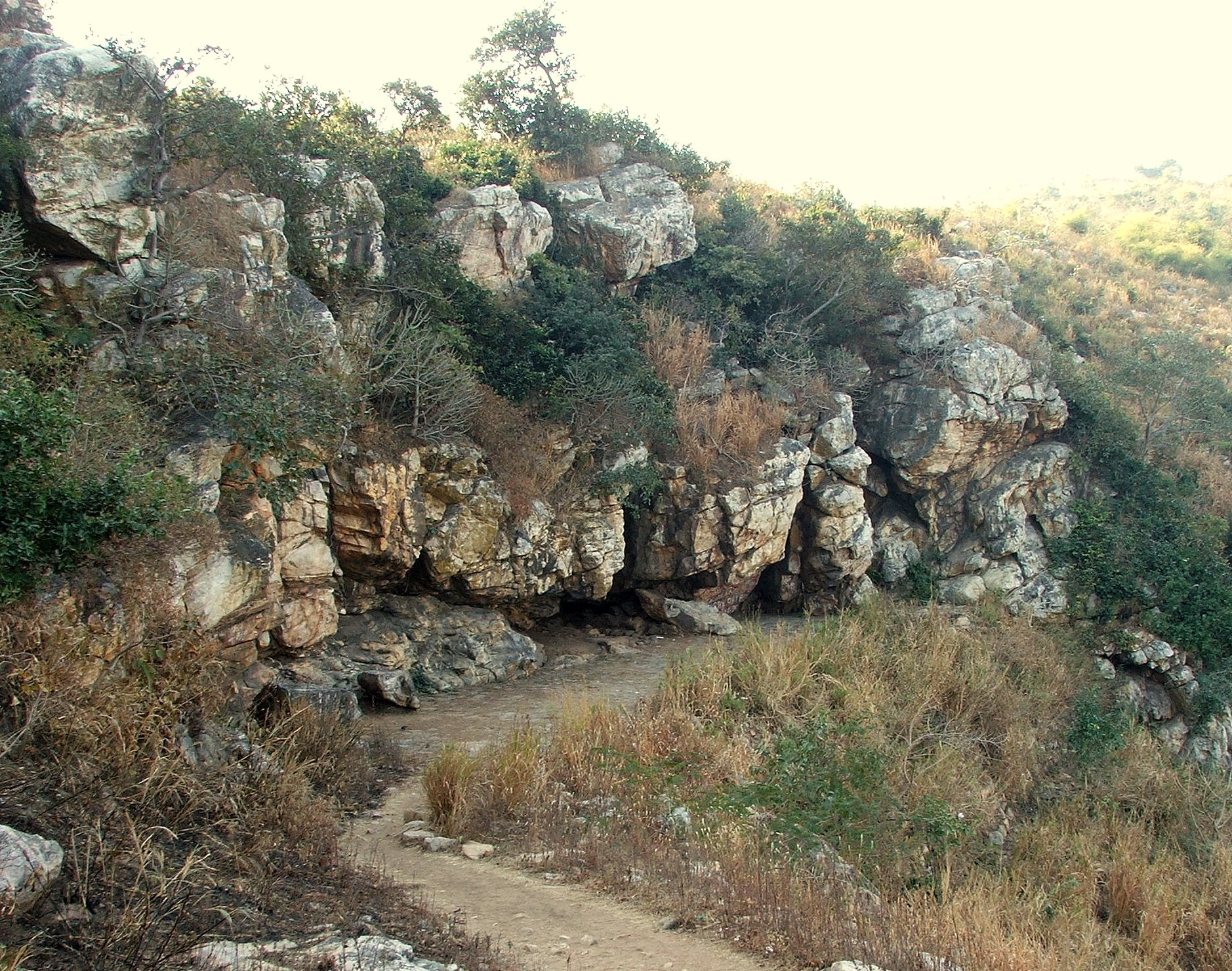
Grotte de Saptaparni.
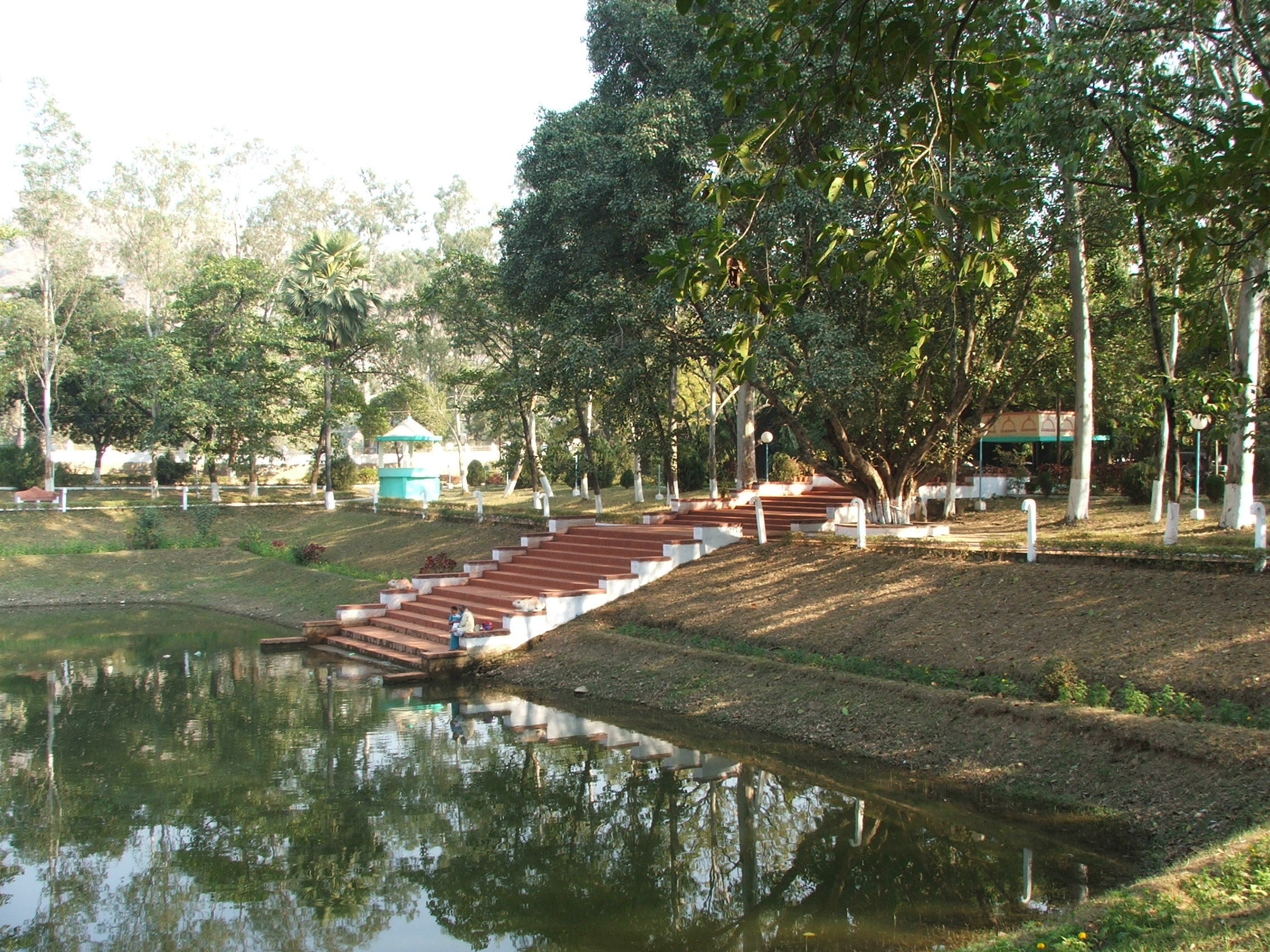
Monastère de Venuvana.
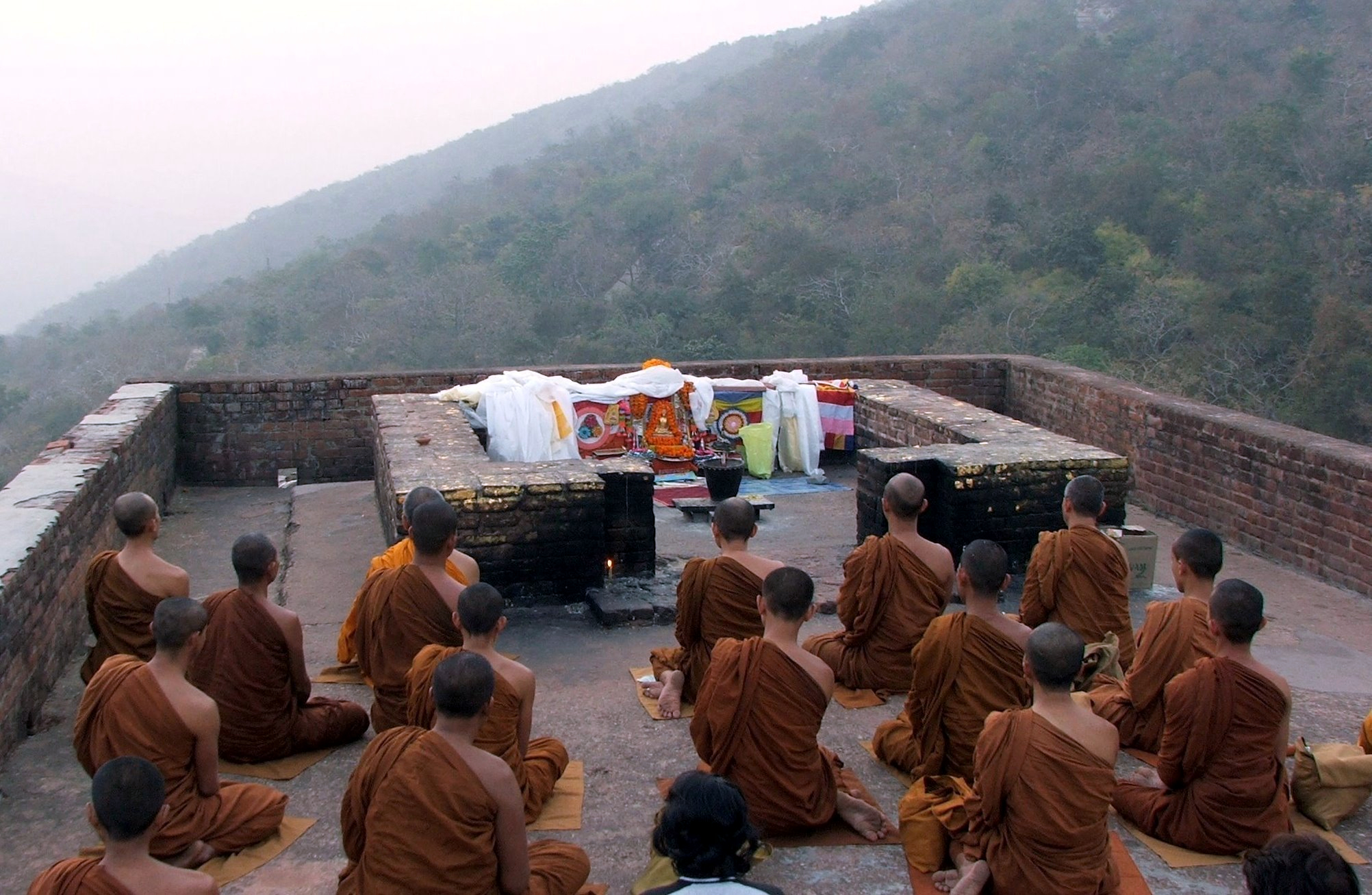
Moines bouddhistes méditant sur le « pic des vautours ».
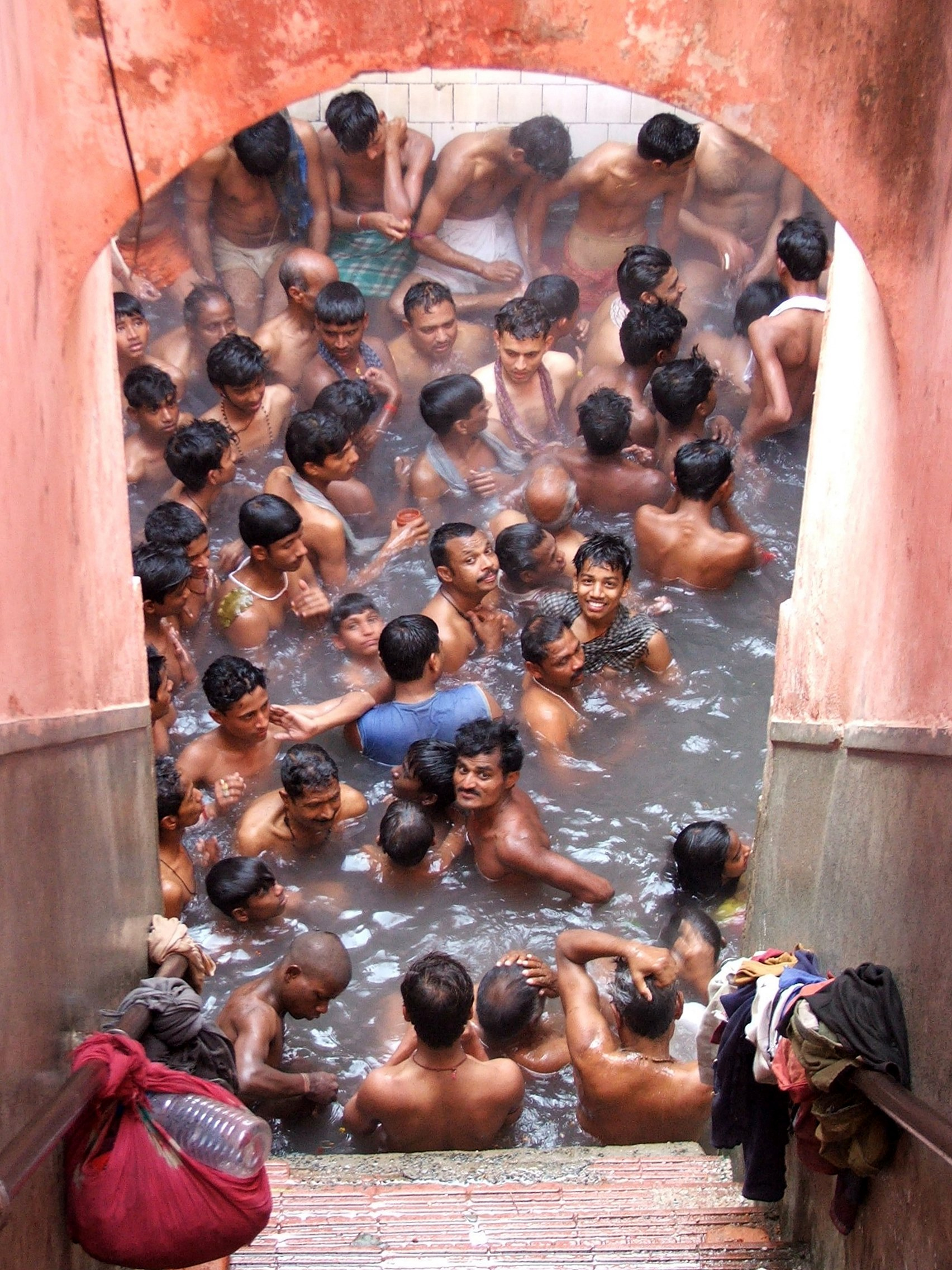
Fidèles hindous se baignant dans la source du Lakshmi Narayan Mandir.
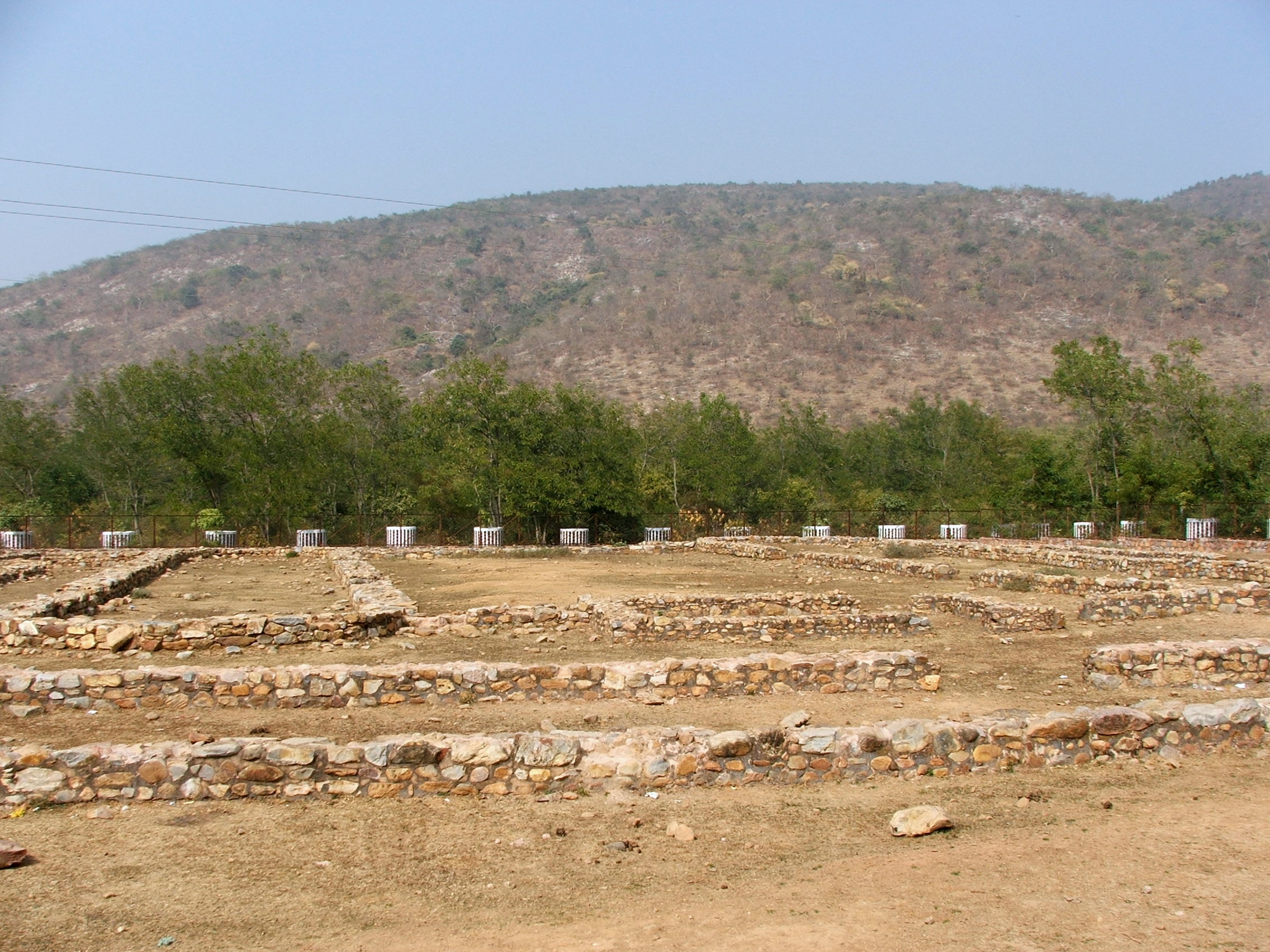
Restes du monastère de Jivakambavana.
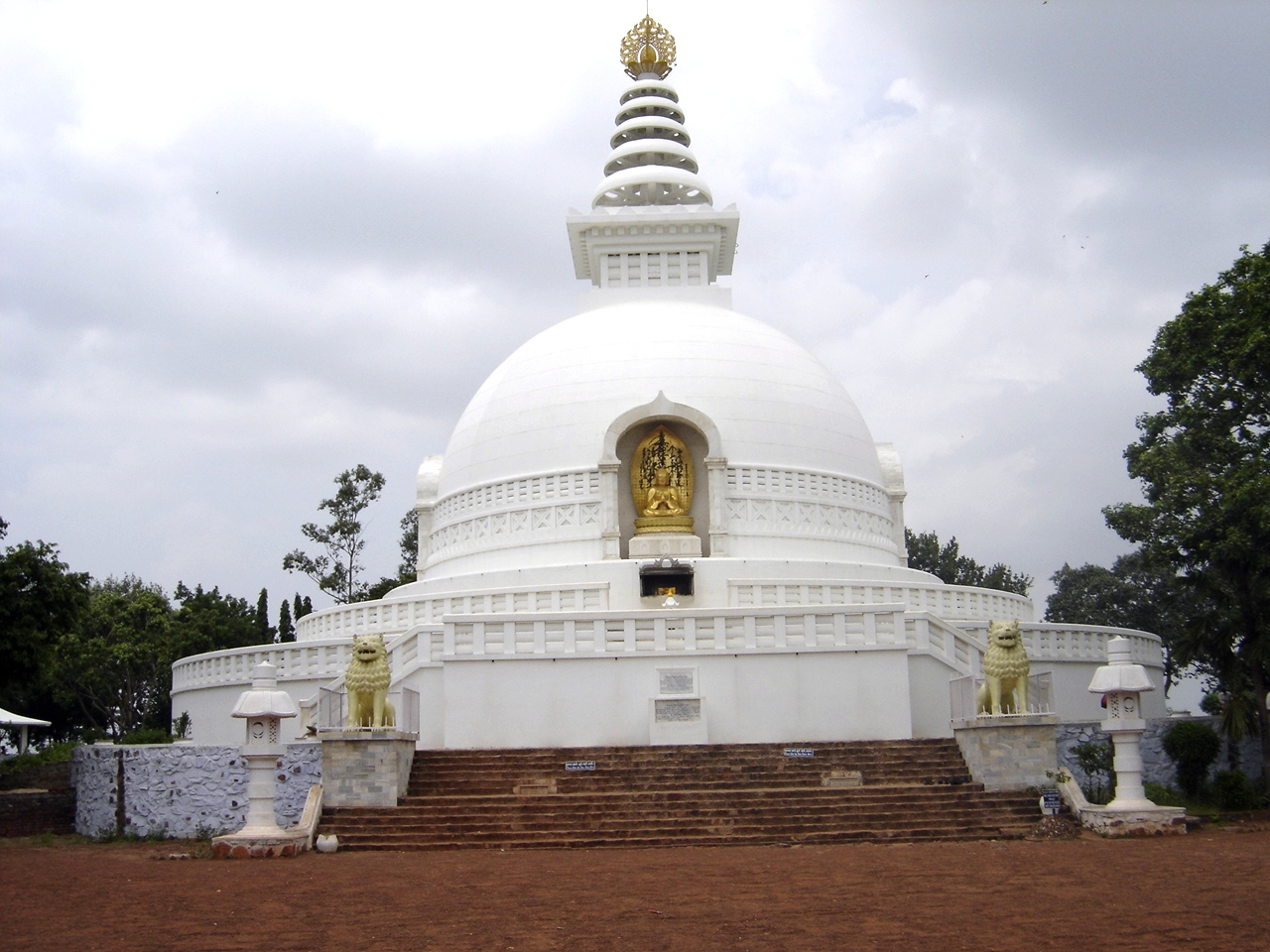
Stūpa Viswa Shanti.